# Yaaukanigá
Yaaukanigá (Yaaucanigá, Yaukaniga, Jaaukanigá, Jaaúcaniga, Mapenuss), jedno od tri plemena ili ogranaka Abipón Indijanaca iz sjeverne Argentine, jezična porodice Guaycuruan. Yaaukanige čije ime označava 'vodeni narod' (gente del agua), upućivalo bi da su nekad imali kulturu kanu-Indijanaca, i ostaci su starih Mepene Indijanaca.
Jezično su se razlikovali od ostalih Abipona od kojih su po svoj prilici asimilirali i zajedno s njima nestali. Naziv Mapenuss, pod kojim je opisano pleme s rijeke Parane u kronikama Ulrica Schmidela iz 16., po svoj su im prilici identični.